# Wish (canção de Nine Inch Nails)
Wish é o segundo single promocional do EP Broken, do Nine Inch Nails. Uma das canções mais populares e aclamadas do NIN, "Wish" cementou a imagem do  líder Trent Reznor como uma estrela movida a ódio para o público. "Wish" ganhou o Grammy Awards de 1993 para "Best Metal Performance". Reznor mais tarde brincou que seu epitáfio deveria dizer: "REZNOR: Morreu. Falou fist fuck e ganhou um Grammy".

## A canção
Um grito de raiva e rebelião, "Wish" é a frustração de Reznor transformada em som. Escrita somente por Reznor e informada de suas batalhas contra um contrato de gravadora opressor, a canção não salva nenhuma alfinetada em seu tratamento de traição: "I put my faith in God and my trust in you / Now there's nothing more fucked up I could do". Seu refrão marcante,
Wish there was something real, wish there was something true
Wish there was something real in this world full of you
e produção agressivamente distorcida fizeram da faixa um sucesso em rádio e TV.
"Wish" foi remixada duas vezes no disco que acompanha Broken, Fixed, como "Wish (Remix)" e "Fist Fuck". Ambos remixes foram feitos por J.G. Thirlwell.

## Aparições na mídia
A canção apareceu em pelo menos um episódio da série Beavis & Butthead. Embora a maioria dos videoclipes seja ridicularizada, a dupla de animação acabou aprovando "Wish".
Essa música é usada e ouvida no trailer de estreia do jogo da Electronic Arts e People Can Fly, Bulletstorm.
A canção aparece na trilha do jogo Guitar Hero: Warriors of Rock, embora listado incorretamente com uma data de lançamento de 2002.

## Tabelas musicais
| Paradas (2003)                                 | Melhor posição |
| ---------------------------------------------- | -------------- |
| Estados Unidos (Billboard Alternative Airplay) | 25             |